# 中國海字集
中國海字集是台灣軟體廠商中國海有限公司所開發的商業電腦字型產品。其特點是在加入大五碼（BIG5）以外的造字，加入一些常用但大五碼中沒有收進的字，標點及日文等5300多個，以彌補大五碼的不足。中國海字集本是中國海公司另一套產品輕鬆輸入法的衍生產品，以彌補大五碼字不夠無法輸入的缺憾，因此中國海字集通常附著「輕鬆輸入法」一同銷售，但中國海字型的也有單獨售賣或是包含在中國海的其它產品中。
中國海字集在Unicode還未實現前，曾經是一套很受台灣歡迎的外加字集，例如不少的政府機關、圖書館及學校都有購買中國海字集的使用權，一度成為大五碼以外的非官方標準。
但是由於中國海公司緩慢的開發進度，經常趕不上新版本Windows的步伐，加上其中文編碼並非向業界開放，只有中國海一家使用，因此導致安裝後可能會與其它公司的產品發生衝突，也使得產品沒有給其它廠商大力支援，而最後倒閉收場。

## 歷史

### DOS
中國海公司成立於1990年9月17日，最初推出中國海字集之時，是以“體驗版”的形式在台灣的BBS上供用戶下載其16×15字型作試驗。由於用戶反應十分好，所以後來委托碁峰資訊發行《中國海字集》一書，連同24×24字型及輕鬆輸入法體驗版發售。有關字型只適合當時最流行的中文系統（主要是倚天中文系統）使用。

### Windows
1994年，微軟公司推出繁體中文Windows 3.1。由於這個版本開始採用TrueType字體技術，使字型比非Windows的點陣字體美觀得多。但是由於中國海公司的研發進度嚴重落後，因此這段期間中國海公司一直沒有新產品推出。當時外界有一套適用於Windows 3.1的外字檔案，是熱心網友自行開發後上傳到網上，品質甚至比往後中國海推出的更好。
直至1997年，中國海推出Windows 3.1版本的輕鬆輸入法及Windows 95使用的輕鬆輸入法EZ2000，
當中附帶著TrueType版本的中國海字集。之後更在Microsoft Office 97中，附送輕鬆輸入法的體驗版，由於能夠顯示及輸入如日文及一些特別標點，因此大受歡迎，使得中國海進入最輝煌的時期。
可惜的是，在2000年的時候，Windows 2000的推出，一方面Windows 2000已經採用可對應多國語言的Unicode，要輸入日文已經沒有像Windows 98、ME那麼困難，另一方面中國海公司一直無法推出支援Windows 2000的輕鬆輸入法。該公司曾經釋出了免費的中國海字集，供大眾使用，但為時已晚；當2001年推出支援Windows 2000的輕鬆輸入法銷售並不理想後，中國海公司亦在2005年12月2日結束營運。

### 衍生

#### Unicode補完計畫
中國海公司的倒閉，使得一些習慣使用中國海字集的使用者變得無助；但慶幸的是“Unicode補完計畫”的崛起，以中國海字集為基礎，填充了中國海的缺席。但隨著Unicode的發展，中國海字集也差不多走進歷史。
現行作業系統多採Unicode核心。「Unicode補完計畫」修改Windows系統之Unicode與ANSI字元對照表，利用Big5造字編碼空間，大致補足了「繁、簡、日」與Unicode互轉的缺口。

## 使用中國海字集的軟件
- 櫻花輸入法
- 輕鬆輸入法

## 外部連結
- Chinasea 1.0中國海字集
- 電腦缺字! 怎麼辦？「輕鬆輸入法」&「中國海字集」